# Paola Pezzaglia
Paola Pezzaglia (Milán, 13 de septiembre de 1886–Florencia, 17 de diciembre de 1925) fue una actriz teatral y cinematográfica italiana, activa en la época del cine mudo.

## Biografía
Su verdadero nombre era Paolina Pezzaglia, y adoptó el nombre de Paola en su época de actriz cinematográfica (1914/1921). En el período álgido de su carrera teatral (1908/1914) utilizaba el apellido de su marido, siendo conocida como Paolina Pezzaglia Greco. En sus últimos años de vida (1922/1925) volvió a ser, como actriz teatral, Paolina Pezzaglia. El apellido exacto era Pezzaglia, aunque en algunos documentos de la época figurase como Pazzaglia.
Nacida en Milán, Italia, su padre era Gerolamo Pezzaglia, peluquero teatral y antiguo barítono. Debutó en el teatro a los seis años de edad en la compañía de su tío Angelo Pezzaglia, llamado Angiolone, actor teatral y cinematográfico.
La joven actriz interpretó dramas como Uccidili!, Il muto, La palude maledetta, I due derelitti, y monólogos como Paolina nell'imbarazzo.
En 1908 se casó con el actor y director teatral Antonio Greco, con el cual trabajó en la Compañía Zannini-Greco. La pareja tuvo un hijo, Ruggero, que, siendo niño, tomó parte en sus espectáculos teatrales.
Tras varias experiencias en prestigiosas compañías como la de Dina Galli, el matrimonio Greco obtuvo, en la temporada 1911-1912, un contrato con la Compañía Teatral de Ermete Zacconi, obteniendo Pezzaglia el puesto de primera actriz. Pezzaglia fue también una cazatalentos: en una compañía dirigida por ella le ofreció su primer contrato teatral a Enrico Viarisio, que más adelante obtendría una carrera de grandes éxitos.
Amiga personal e intérprete de Ada Negri, inició en 1914 su carrera cinematográfica, llevando a cabo actuaciones en películas mudas como Il Fornaretto di Venezia.
En 1918 interpretó los filmes La capanna dello zio Tom, Le peripezie dell'emulo di Fortunello e compagni, Il campo maledetto, I bimbi di nessuno, La sagra dei martiri y Il giardino del silenzio (los últimos cuatro constituían un serial cinematográfico titulado Il mistero dei Montfleury), y en 1921 actuó en la película La vendetta dello scemo.
En los últimos años de su vida, y tras algunas vicisitudes personales no siempre positivas (viudez; nuevo embarazo y nacimiento de su hija Anna, fruto de su unión con el actor y futuro productor y director Luigi Luis Mottura, dieciséis años más joven que ella, y con el cual no se casó nunca; problemas económicos), Pezzaglia formó compañía teatral propia, la Compagnia Italiana di Prosa, con la cual interpretó La nemica de Dario Niccodemi, Fedora de Victorien Sardou, La signorina Josette de Paul Gavaut, La dama de las camelias y La moglie di Claudio de Alejandro Dumas, Suor Teresa o Elisabetta Soarez de Luigi Camoletti, I disonesti de Gerolamo Rovetta, La cena delle beffe de Sem Benelli, La fiaccola sotto il moggio y La figlia di Iorio de Gabriele D'Annunzio (Pezzaglia fue una gran intérprete dannunziana), y otras muchas piezas de las más de cien de las que constaba su repertorio.
Aparte de actriz, Pezzaglia fue también guionista. De ella se conserva el manuscrito autógrafo del guion de un film titulado Genio malefico.
En plena madurez artística, Paola Pezzaglia falleció en Florencia, a causa de una neumonía, el 17 de diciembre de 1925, con 39 años de edad. Fue enterrada en el Cementerio de Trespiano, en Florencia.
En 2013, gracias a las investigaciones del nieto Gianni Greco, el Archivo Pezzaglia-Greco fue declarado "de interés histórico particularmente importante" por el Ministerio de Patrimonio y Cultura y Turismo Italiano.

## Filmografía
Como actriz:
- 1914 : Il fornaretto di Venezia, de Luigi Maggi
- 1918 : Muoio per lei!, de Guido Petrungaro
- 1918 : La capanna dello zio Tom, de Riccardo Tolentino
- 1918 : Le peripezie dell'emulo di Fortunello e compagni, de Cesare Zocchi de Collani
- 1918 : L'emulo di Fortunello direttore d'orchestra, de Cesare Zocchi de Collani
- 1918 : Il campo maledetto
- 1918 : I bimbi di nessuno
- 1918 : La sagra dei martiri
- 1918 : Il giardino del silenzio

Los últimos cuatro largometrajes, aunque por derecho propio, son episodios del film Il Mistero dei Montfleury, adaptación de la novela de Carlo Dadone, uno de los primeros seriales cinematográficos italianos.
- 1921 : La vendetta dello scemo, de Umberto Mucci
- 1921 : Lo scemo Salvatore, de Umberto Mucci

Como guionista:
- Genio malefico